# Halcyon pileata
El alción capirotado (Halcyon pileata) es una especie de ave coraciforme de la familia Alcedinidae. Está ampliamente distribuido en Asia, encontrándose desde la península de Corea y el norte de China, hasta el sur de India, Indochina y el archipiélago de Joló (Filipinas). No se reconocen subespecies.
Fue descrita por el naturalista francés Georges-Louis Leclerc de Buffon en su Histoire Naturelle des Oiseaux en 1780.